# The Brasher Doubloon
The Brasher Doubloon is een Amerikaanse film noir uit 1947 onder regie van John Brahm. De film is gebaseerd op de misdaadroman The High Window (1942) van de Amerikaanse auteur Raymond Chandler. In Groot-Brittannië werd de film onder die titel uitgebracht.

## Verhaal
De excentrieke weduwe Elizabeth Murdock huurt privédetective Philip Marlowe in om een zeldzaam muntstuk terug te vinden. Hij komt terecht in een wereld van chantage en moord. Zo leert hij Merle Davis kennen, de secretaresse van zijn opdrachtgeefster. Ze speelt een belangrijke rol in de zaak.

## Rolverdeling
| Acteur            | Personage         |
| ----------------- | ----------------- |
| George Montgomery | Philip Marlowe    |
| Nancy Guild       | Merle Davis       |
| Conrad Janis      | Leslie Murdock    |
| Roy Roberts       | Luitenant Breeze  |
| Fritz Kortner     | Vannier           |
| Florence Bates    | Elizabeth Murdock |
| Marvin Miller     | Vince Blair       |